# TBK
株式会社TBK（ティービーケー、TBK Co., Ltd. ）は、東京都町田市に本社を置く日本の自動車部品メーカー。東証スタンダード上場。1949年創立。旧「東京部品工業」。

## 沿革
- 1949年（昭和24年）8月 - 東京都大田区蒲田に東京部品工業設立。
- 1971年（昭和46年）11月 - 東京証券取引所第二部に株式公開。
- 1972年（昭和47年）1月 - 神奈川県大和市に移転。
- 1999年（平成11年）5月 - 東京都町田市に移転。
- 2005年（平成17年）3月 - 東京証券取引所市場第一部へ銘柄指定。
- 2005年（平成17年）7月 - 現商号に変更。
- 2017年（平成29年）4月 -ティービーケイ販売株式会社（現　連結子会社）が株式会社ティービーケイ東商を吸収合併。
- 2018年（平成30年）2月 - 木村可鍛株式会社（現 連結子会社）の子会社化。
- 2018年（平成30年）11月 -  サンテック（現　連結子会社）の子会社化。
- 2023年（令和5年）10月 - 東京証券取引所スタンダード市場へ市場変更。

### 歴代社長
- 島田利郎
- 中里直己
- 田中富夫
- 西内靖
- 原嘉男
- 墨谷裕史（-2014年3月）
- 岸高明（2014年4月1日-2022年3月）
- 尾方馨（2022年4月1日-）

## 主な製品
おもにトラック・バスなどの大型車向け製品を多く取り扱う。

### ブレーキ
- ドラムブレーキ
- ディスクブレーキ
- リターダ

### エンジン部品
- ウォータポンプ
- オイルポンプ
- 建設機械エンジン用ポンプ
- エンジンカムシャフト
- シリンダヘッド
- クランクケース

## 拠点

### 日本国内拠点
- 本社（東京都町田市）
- 福島第一工場（福島県玉川村）
- 福島第二工場（福島県玉川村）

福島第三工場（福島県玉川村）
- 十勝試験場（北海道帯広市）

### 日本国内子会社
- 東京精工株式会社（福島県玉川村）
- ティービーアール株式会社（山形県鶴岡市）
- ティービーケイ販売株式会社（東京都町田市）

### 海外子会社
- TBK America, Inc.（アメリカ インディアナ州）
- TBKK (Thailand) Co., Ltd. （タイ）
- Full Win Developments Limited （中国 香港）
- TBK China Co., Ltd （中国 東莞市）
- Chang'an TBK Co., Ltd. （中国 東莞市）
- Qiaotou TBK Co., Ltd. （中国 東莞市）
- Changchun TBK SHILI Auto Parts Co., Ltd. （中国 長春市）
- Changchun FAWSN TBK Co., Ltd.  （中国 長春市）
- TBK India Private Limited （インド プネー）